# Saint-Allouestre
Saint-Allouestre település Franciaországban, Morbihan megyében. Lakosainak száma 651 fő (2022. január 1.). Saint-Allouestre Radenac, Buléon, Bignan és Moréac községekkel határos.

## Népesség
A település népessége az elmúlt években az alábbi módon változott:
| Lakosok száma | 609  | 517  | 507  | 611  | 620  | 614  | 627  | 632  | 630  | 651  |
|               | 1968 | 1982 | 1990 | 2006 | 2013 | 2015 | 2017 | 2019 | 2020 | 2022 |